# Rio Corca
O Rio Corca é um rio da Romênia, afluente do Bârgău, localizado no distrito de Bistriţa-Năsăud.